# Christian Bouchet
Christian Bouchet (Angers, 17 de enero de 1955) es un editor, ensayista y activista político francés.
Clasificado en la extrema derecha, se le considera la figura principal del movimiento nacionalista-revolucionario en Francia.
Entre 1992 y 2022, ocupó cargos de responsabilidad en el Movimiento Nacional Republicano (MNR) y luego en la Agrupación Nacional (Rassemblement national), del que es miembro desde 2008.

## Biografía

### Juventud y formación
Creció en una familia de artesanos y minoristas de la “pequeña burguesía provincial”. Su padre es oficial de la marina mercante.
Es egresado de estudios avanzados en derecho empresarial, certificado en economía, magíster en historia y doctor en etnología (con una tesis sobre Aleister Crowley defendida en 1994).

### Activismo político

#### Hasta el Movimiento Nacionalista Revolucionario
En 1969, cuando aún era alumno de un colegio católico, creó un grupo antiizquierdista.
En 1970, fue brevemente miembro de la Restauration nationale (RN), un movimiento monárquico francés de extrema derecha.
Em 1971, se unió a la  Nouvelle Action Française (NAF), un movimiento monárquico que defiende algunas posiciones de izquierda.
En 1973, mientras vivía en Nantes, abandonó los círculos monárquicos para convertirse, bajo la influencia de Yves Bataille, en uno de los primeros miembros de la Organisation lutte du peuple (OLP), fruto de una escisión en el movimiento Ordre Nouveau, fue una organización nacionalista revolucionaria influenciada por las ideas de pensadores como Jean Thiriart, Mao Zedong, Nietzsche y el Che Guevara (ver: nazimaoísmo).
En ese momento, abogó por el apoyo activo a los movimientos nacionalistas en el Tercer Mundo, incluidos los partidos y regímenes árabes que se oponían al sionismo y al “imperialismo estadounidense”.

#### Comités d'Action Républicaine
A principios de la década de 1980, indicó que había dejado el Mouvement Nationaliste Révolutionnaire (MNR, fundado en 1979), dirigido por Jean-Gilles Malliarakis, del que cuestionó "la inadecuación de las tesis [...] con la vida real"; para incorporarse al Comités d'Action Républicaine (CAR), dirigido por Bruno Mégret.
En esa época, también, estuvo cercano en ese momento a la Nouvelle Droite, como miembro del Groupement de recherche et d'études pour la civilisation européenne (GRECE) y, también, asistía a reuniones del Carrefour de l'Horloge.

#### Troisième Voie
Tras la elección de Bruno Mégret como diputado, durante las elecciones legislativas de 1986, gracias a una alianza con el Frente Nacional (FN), se puso en contacto con los líderes locales del FN a petición de la dirección de las CAR pero, decepcionado por la acogida de estos, dejó los CAR y dijo que estaba volviendo a su "primer amor" al unirse a la Troisième Voie, organización formada a partir de la fusión del Mouvement nationaliste révolutionnaire con disidentes del Parti des forces nouvelles.
Luego se convirtió en un destacado ejecutivo del movimiento nacionalista-revolucionario europeo: fue sucesivamente secretario general de los movimientos Troisième Voie (TV), Nouvelle Résistance (NR) y Unité radicale (UR), uno de los fundadores de la Red Radical y luego de la asociación Les Nôtres, y uno de los organizadores del movimiento Frente Europeo de Liberación.

#### Mouvement National Tépublicain
Entre 1998 y 2002, lideró la llamada tendencia “radical” dentro del Movimiento Nacional Republicano (MNR), dirigido por Bruno Mégret. Este período, se incorporó al consejo nacional del partido, para el que se presentó a varias elecciones:
- en las elecciones cantonales de 2001, en Rezé, donde obtuvo el 6,75% de los votos;
- en las elecciones legislativas de 2002, en la cuarta circunscripción de Loire-Atlantique, que abarca, en particular, Rezé, donde obtuvo solo el 0,54% de los votos.

#### En la Agrupación Nacional (desde 2008)
Habiendo roto con el MNR, apoyó la candidatura de Jean-Marie Le Pen para las elecciones presidenciales de 2007.
Durante la campaña interna a la presidencia del Frente Nacional, apoyó activamente la candidatura de Marine Le Pen y, en noviembre de 2010, se incorporó a su comité de apoyo.
Entre octubre de 2010 y mayo de 2011, actuó como subsecretario departamental del Frente Nacional en Loire-Atlantique.
Después de eso, dejó este cargo sin dejar de ser miembro de la oficina federal: si Louis Aliot afirma que fue empujado a dejar el sitio debido a su animación del sitio Vox NR, la persona en cuestión presenta este cambio como una reorganización local que “no tiene ninguna razón política o ideológica”, y reafirma su apoyo a Marine Le Pen.
Entre marzo de 2013 y diciembre de 2015, volvió al puesto de subsecretario departamental del Frente Nacional en Loire-Atlantique.
También es candidato bajo la etiqueta del partido en varias elecciones:
- durante las elecciones cantonales de 2008: suplente de Oriane Borja en Rezé;
- durante las elecciones regionales de 2010 en Pays de la Loire: segundo en la lista en Loire-Atlantique;
- durante las elecciones cantonales de 2011: candidato en La Baule-Escoublac, donde obtuvo el 12,80% de los votos;[14]
- en las elecciones legislativas de 2012, tras haber dejado de contribuir a Vox NR, obtuvo la nominación del Frente Nacional para ser candidato en la tercera circunscripción de Loire-Atlantique,[15] dónde quedó tercero con el 8,50% de los votos;
- en las elecciones municipales de 2014, en Nantes, fue el principal candidato de la lista de la Agrupación Nacional, donde quedó en cuarta posición con una puntuación del 8,14%;
- en las elecciones departamentales de 2015 en Loire-Atlantique, en el cantón de Nantes-5 junto con Béatrice Le Naour, donde quedó en tercer lugar con el 15,23% de los votos;
- durante las elecciones regionales de 2015 en Pays de la Loire, ocupó la quinta posición (elegible) de la lista de la Agrupación Nacional en Loire.[16]

En diciembre de 2015 renunció a sus responsabilidades dentro de este partido y desapareció de su organigrama.

## Redactor y periodista
Entre 1991 y 1996, dirigió la revista Lutte du peuple.
Entre 1997 y 2010, dirigió la revista Résistance.
Hasta 2011, fue editorialista del sitio Vox NR y corresponsal en Francia del diario italiano Rinascita hasta 2011.
Entre 1997 y 2010, fue subdirector, encargado de las páginas internacionales, del bimensual Flash (2008-2011).
Actualmente colabora en las revistas Réfléchir & Agir y Synthèse nationale.
Utiliza los seudónimos “Loïc Baudoin” y “Lionel Placet”.
Fundó y dirigió Editions Ars, que se convirtió en Editions Ars magna.
Según Philippe Baillet, es "amigo" del ruso Aleksandr Duguin, del que hizo traducir y editar varios textos, y sobre el que organizó conferencias. Bouchet afirma que el teórico eurasista ruso habría abierto “tremendas perspectivas sobre el islam, la ortodoxia, el judaísmo, sin olvidar los vínculos entre Tradición y geopolítica.”

## Obras sobre “espiritualidades marginales”
Entre diciembre de 1980 y agosto de 2012, realizó "once viajes que van desde unas pocas semanas hasta varios meses, en el norte de la India y en los valles de la cadena del Himalaya", explicando su interés por este país a través de la lectura, a la edad de catorce años, de Pèlerinage aux sources de Giuseppe Lanza del Vasto.
Durante su primera estancia, fue recibido en audiencia privada tanto por el Dalai Lama, que según él "sin haberse convertido aún en un icono mediático era muy accesible" como por Kalu Rinpoche.
También conoció allí a la “sacerdotisa de Hitler”, Savitri Devi. Declaró que se había sentido muy decepcionado con esta “madre de gatos” y calificó sus posiciones como pertenecientes a un neonazismo “paródico y fantaseado”.
Durante otras estancias, asistió al Kumbhamela en Prayagraj, la peregrinación a las Cuevas de Amarnath, realizó el Chardham Yatra, la peregrinación a las fuentes del Ganges, y afirmó haberse bañado en el Ganges en Benarés y en el Río Yamuna en Mathura.
Él escribió una tesis de maestría en historia y de un doctorado en etnología dedicado al mago británico Aleister Crowley (1875-1947).
Es autor de varios libros sobre antroposofía, islamismo, neopaganismo, ocultismo, espiritismo y wicca, así como biografías de Georges Gurdjieff, Alan Kardec, Rudolf Steiner y Karl Maria Wiligut.
En 1991, participó en la fundación del Centre international de recherche et d'études martiniste (con, entre otros, Robert Amadou, Massimo Introvigne y Serge Caillet) y colaboró en su revista L'Esprit des chooses.
Entre 1997 y 2008 fue miembro Miembro del Cercle Ernest Renan, habiendo estado como asesor editorial de la revista entre 2005 y 2008.
Actualmente colabora con la revista anual Historia Occultae.
Estas actividades han sido fuente de diversas críticas. Así, fue sospechoso de pertenecer a diversas estructuras paganas, paramasónicas o sectarias e interrogado en el libro Entretiens avec des Hommes remarquables, precisa: “Nunca he sido thelemita, ni siquiera crowleyano. (...) Si tengo que buscar un hipotético mentor, no es con Aleister Crowley con quien estoy en deuda sino con Julius Evola y, de forma más discreta, con René Guénon", antes de concluir que: "toda civilización tiene su propia tradición y que para los europeos occidentales esta tradición es católica.
En Les droites extrêmes en Europe, Jean-Yves Camus y Nicolas Lebourg describen que muestra “un marcado apego a una fe católica no liberal”.

## Vida privada y carrera profesional
Enviudado desde 1995, luego se casó con Oriane Borja y se volvió a casar.
Es padre de Gauthier Bouchet, delegado departamental de la Agrupación Nacional en Loire-Atlantique, consejero regional de Pays de la Loire y exdiputado electo de Saint-Nazaire.
Fue sucesivamente jefe de servicio en el ayuntamiento de Vertou, agente inmobiliario y profesor de economía y marketing en la sección de técnico superior de la escuela agrícola de Angers.
También es capitán de reserva.

## Trabajos publicados
- Aleister Crowley (1875-1947): approche historique d'un magicien contemporain (mémoire de maîtrise en histoire remanié), Nantes, Ars, 1990, 134 p..
- Aleister Crowley et le Mouvement thélémite (tesis doctoral de etnología renovada), Château-Thébaud, Le Chaos, 1998 (réimpr. 2011), 232 p.;
- Crowley, Puiseaux, Pardès, coll. Qui suis-je?, 1999, 127 p. — traducido al alemán y portugués.
- Occultisme, Puiseaux, Pardès, coll. B.A-BA, 2000, 127 p. — traducido al portugués.
- Wicca, Puiseaux, Pardès, coll. B.A-BA, 2000, 127 p. — traducido al italiano.
- Gurdjieff, Puiseaux, Pardès, coll. Qui suis-je?, 2001, 127 p.
- Néo-paganisme, Puiseaux, Pardès, coll. "B.A-BA", 2001, 127 p.
- Les Nouveaux Nationalistes (préf. Roland Gaucher), Paris, Déterna, coll. Politiquement incorrect, 2001, 320 p. — sont évoqués André-Yves Beck, Jean-François Colombani, Sébastien Legentil, Guillaume Luyt, Eddy Marsan, Benoît Merlin, Stéphane Parédé, Fabrice Robert, Franck Vandekerkof et Philippe Vardon.
- Islamisme, Puiseaux, Pardès, coll. "B.A-BA", 2002, 127 p.
- Kardec, Puiseaux, Pardès, coll. Qui suis-je?, 2003, 127 p.
- Les Liaisons dangereuses de Julius Evola: Aleister Crowley, Gerald Brousseau Gardner et Maria de Naglowska Nantes, Ars magna, coll. Les Documents d'Ars magna", 2003, 24 p..
- Spiritisme, Puiseaux, Pardès, coll. "B.A-BA", 2004, 127 p.
- Les Nouveaux Païens", Paris, Dualpha, coll. Politiquement incorrect", 2005, 338 p.
- Steiner, Grez-sur-Loing, Pardès, coll. Qui suis-je?, 2005, 127 p. — traducido al italiano.
- Anthroposophie, Grez-sur-Loing, Pardès, coll. "B.A-BA", 2006, 127 p. .
- Karl Maria Wiligut le Raspoutine d'Himmler (Karl Maria Wiligut), Étampes, Avatar, coll. Sonnenwende, 2006, 100 p. — traducido al portugués y español.
- Islam et Combat national: pour une approche pragmatique, Nantes, Ars magna, coll. "Les Documents d'Ars magna", 2008, 25 p..
- Jeunes nationalistes d'aujourd'hui: qui sont-ils, que veulent-ils?, Coulommiers, Déterna, coll. Politiquement incorrect, 2008, 197 p. — entrevistas con David Rachline, Romain Vincent, Thierry Boudreaux, Kavan Herbin, Evgueni Ivanov, Ayar Lozano y Bertrand Le Digabel.